# Bivacco Aldo Frattini
Il bivacco Aldo Frattini, situato nel comune di Valbondione (BG), è una costruzione in metallo di 3,5 x 2,5 metri circa posizionata dal CAI di Bergamo sulla cresta che divide la Valsecca dalla valle dei Piani del Campo, subito sotto il passo di Valsecca. La costruzione, posizionata sul terreno e stabilizzata con assi di legno e tiranti in acciaio, è inoltre fissata con delle funi sui lati.
All'interno ci sono 9 brande richiudibili, tre sgabelli, un tavolo, un fornello collegato a una bombola di gas, una dispensa contenente generi alimentari, un kit di pronto soccorso e diversi farmaci.
L'utilizzo del bivacco è libero, e gli utilizzatori sono raccomandati di averne la massima cura. Inoltre, a seguito del suo utilizzo, è richiesto il versamento al CAI di una quota che varia in funzione di quanto si è consumato e/o dormito.

## Accessi
La via più rapida per raggiungere il bivacco parte da Fiumenero (frazione di Valbondione), in valle Seriana, sale lungo il sentiero che porta al Rifugio Baroni al Brunone e, in prossimità di Piani di Campo, si gira a sinistra e si prosegue lungo un sentiero non segnato e poco battuto fino a raggiungere il bivacco dopo un dislivello complessivo di 1.350 metri. Il sentiero è in alcuni tratti esposto, attrezzato con catene la cui scarsa manutenzione spesso non ne garantisce la funzionalità (situazione agosto 2010).
Si può salire anche dalla valle Brembana partendo da Carona lungo il sentiero che porta al rifugio Calvi e proseguendo poi in direzione rifugio Baroni al Brunone. In questo caso bisogna passare il passo di Valsecca, che separa la valle Brembana dalla valle Seriana.